# Dieter Keitel
Dieter Keitel (Rockstedt, 17 april 1941 - Zeuthen, 4 november 2009) was een Duitse jazz-drummer en bigbandleider.
Keitel begon op de klarinet en studeerde ook klarinet op het conservatorium in Sondershausen, maar stapte over op de drums, omdat er een gebrek aan drummers was. Hij studeerde daarna aan de Hochschule für Musik „Hanns Eisler”. Hij werkte in het dansorkest 'Gloria' en was vanaf 1962 lid van het dansorkest van Karl Meyer. In 1966 stapte hij over naar de bigband van Fips Fleischer, waar hij tot 1971 werkte. Vervolgens speelde hij bij Friedhelm Schönfeld, Hannes Zerbe, Pascal von Wroblewsky en Reinhard Walter. In 1985 richtte Keitel de bigband Swinging Crew op die tot 1990 muziek speelde in de trant van Woody Herman, Buddy Rich en de bigband van Thad Jones en Mel Lewis. Daarnaast speelde hij in een kwartet van Hartmut Behrsing. Vanaf 1994 speelde hij met Hessels Ragtime Band.
- Gemeinsame Normdatei: 134424034
- International Standard Name Identifier: 0000 0000 5657 0222
- Library of Congress Control Number: no2019051949
- MusicBrainz: 0ec4788e-e271-440f-8938-cbe1387a685d
- Virtual International Authority File: 1100146936693813781004
- WorldCat: E39PBJdh4YdJ8WY8bjdHQcMwYP